# بلدة بانكس (ميشيغان)
بانكس (بالإنجليزية: Banks Township, Michigan)‏ هي بلدة تقع بولاية ميشيغان في الولايات المتحدة. تبلغ مساحتها 132.7 (كم²)، وترتفع عن سطح البحر 224 م، بلغ عدد سكانها 1609 نسمة في عام تعداد الولايات المتحدة 2010 حسب إحصاء مكتب تعداد الولايات المتحدة وتصل الكثافة السكانية فيها 13.8 نسمة/كم2.

## وصلات خارجية
- www.bankstownship.net
- The US50 - Cities and Towns in Michigan State
- Michigan Cities and Towns, Facts, Map, Flag, Colleges, Government, and More